# Cricetulus sokolovi
Cricetulus sokolovi är en däggdjursart som beskrevs av Nikolai L. Orlov och Malygin 1988. Cricetulus sokolovi ingår i släktet råtthamstrar och familjen hamsterartade gnagare. IUCN kategoriserar arten globalt som livskraftig. Inga underarter finns listade.
Arten når en kroppslängd (huvud och bål) av 7,7 till 11,4 cm, en svanslängd av 1,8 till 3,2 cm och en vikt av 23 till 26 g. Bakfötterna är 1,3 till 1,8 cm långa och öronen är 1,3 till 1,9 cm stora. Pälsen på ovansidan är gråaktig med en gulbrun skugga. Det finns en tydlig gräns mot den ljusgråa undersidan. Ungar och ibland även vuxna exemplar har en mörk längsgående linje på ryggens topp. I centrum av de gråa öronen förekommer en mörkbrun punkt. Svansen är likaså uppdelad i en mörk ovansida och en ljus undersida. På fötterna förekommer vita hår.
Denna råtthamster förekommer i Mongoliet och norra Kina (Inre Mongoliet). Habitatet utgörs av halvöknar och av oaser i öknar. Parningestiden börjar i maj och sedan kan honor ha upp till tre kullar per år. En kull har 4 till 9 ungar.